# 봉성 서씨
봉성 서씨(峯城徐氏)는 지금의 경기도 파주시를 본관으로 하는 한국의 성씨(姓氏)이며 평당서씨에서 분파하였다. 시조는 서극(徐克)이다.